# توم ويد
توم ويد (بالإنجليزية: Tom Wade)‏ (1 يناير 1909 بليدز في المملكة المتحدة - ) هو لاعب كرة قدم بريطاني في مركز الظهير. لعب مع هدرسفيلد تاون ودارلينجتون إف سى.

## وصلات خارجية
- توم ويد على موقع قاعدة بيانات كرة القدم.إي يو (الإنجليزية)